# Góvardhana

Krisná GóvardhanDhara, pintura en miniatura comisionada por el emperador mogul Akbar (ca. 1590-1595), y atribuida al pintor Miskin.

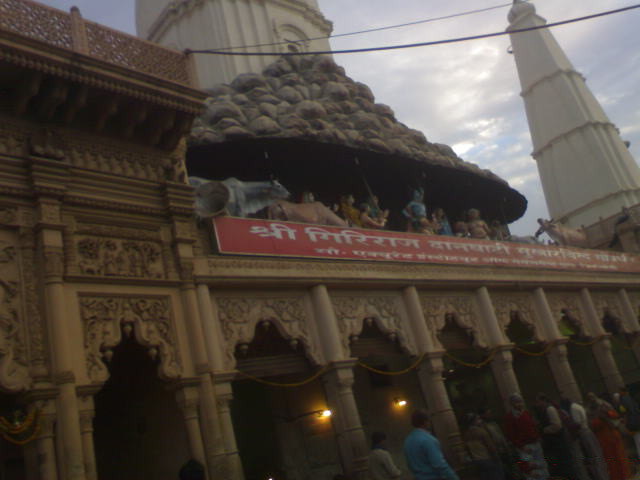
Templo hinduista dedicado a Góvardhan.

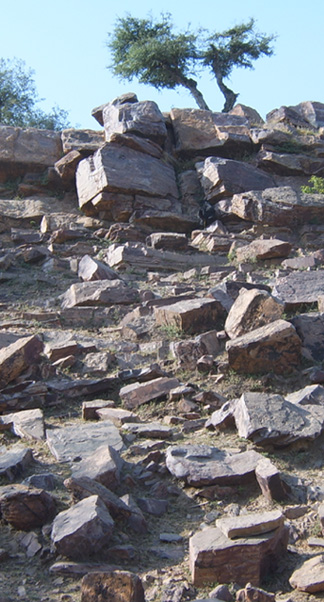
Fotografía de la colina de Góverdhan vista de cerca.

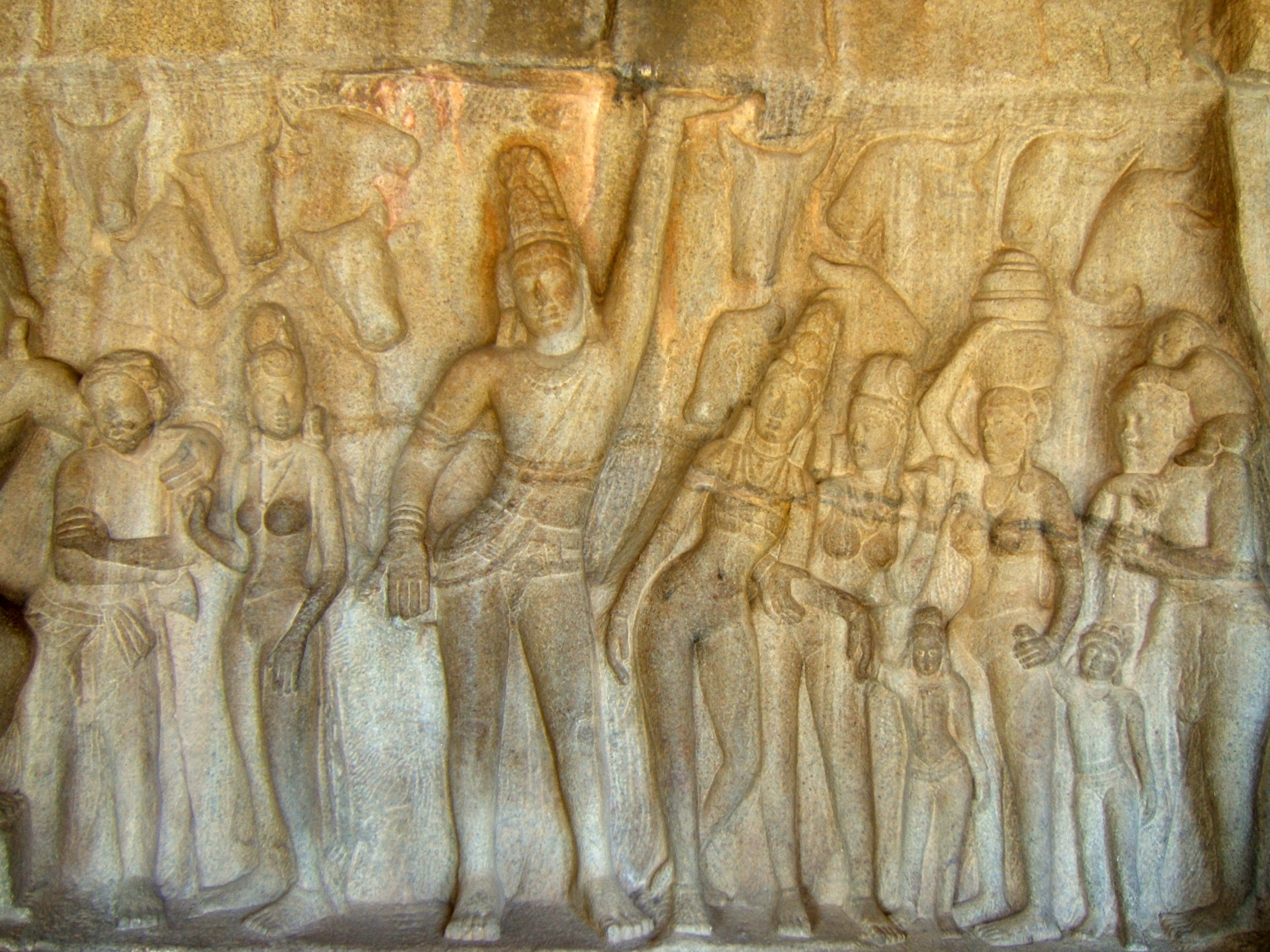
Krisná levanta la colina de Góvardhan, bajorrelieve del siglo VII en Majabalipuram (estado de Tamil Nadú).

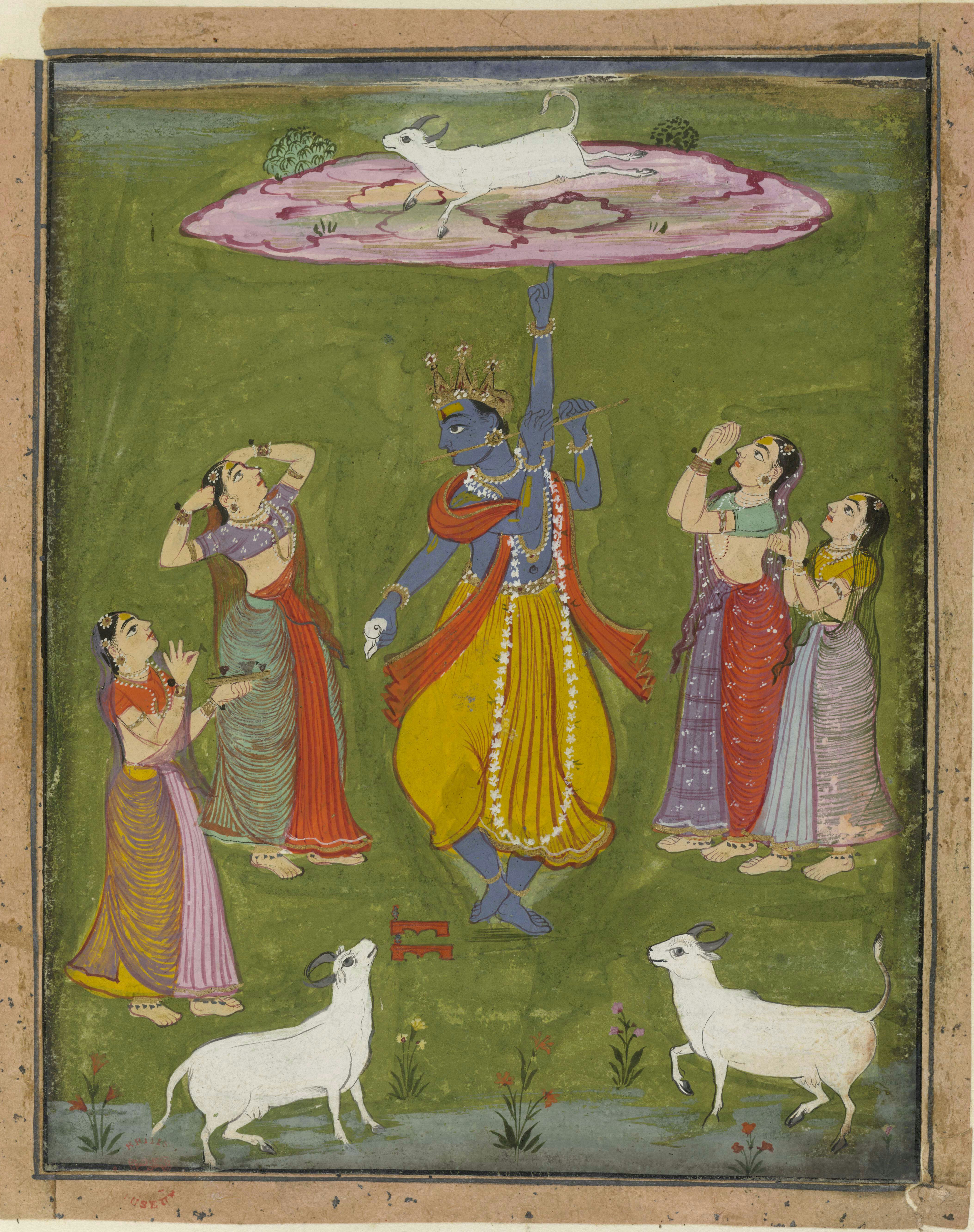
Viṣṇú como Kṛiṣṇá Góvardhanadhara, con asistentas (hacia fines del siglo XVII). Estilo mogul, pintado sobre papel. Actualmente en poder del Museo Británico (Londres). Hoja de un manuscrito del Harivamsa, la leyenda de Jarí (Krisná), tinta y acuarela sobre papel (289 mm × 200 mm).

Góvardhana o Góverdhan es el nombre de una célebre colina, que se encuentra a 35 km al oeste de la ciudad de Vrindavan (estado de Uttar Pradesh), que está a 25 km al norte de Mathurá y a 140 km al sur de Nueva Delhi (capital de la India).
Tiene forma alargada, de unos 15 km de longitud y 1 km de anchura. La altura media es de 50 m aproximadamente.
Según las leyendas krisnaístas, el dios Krisná la levantó y sostuvo sobre un dedo durante siete días para dar refugio a los pastores de una tormenta enviada por el dios Indra para comprobar la divinidad de Krisná.
Los krisnaístas (visnuistas bengalíes) consideran que Góverdhan es un avatar de Krisná con forma de montaña.

## Nombre y etimología
- govardhana, en el sistema AITS (alfabeto internacional para la transliteración del sánscrito).[3]
- गोवर्धन, en escritura devanagari del sánscrito.[3]
- Pronunciación: /góvardhana/[3] o (en la actualidad) /góverdhan/ (la hache se pronuncia como una jota suave).
- Etimología: ‘el que aumenta las vacas’, siendo:[3]
  - go: ‘vaca’
  - vardhana o várdhana: que causa el incremento, que fortalece, que brinda prosperidad.

Ambas palabras ya aparecían por separado en el Rig-veda (el texto más antiguo de la India, de mediados del II milenio a. C.). Las dos palabras unidas aparecen recién en el Majábharata (texto épico-religioso del siglo III a. C.).

### Otras combinaciones y derivaciones del nombre
- Góvardhana-Dhara o Góvardhana-Dhari: ‘sostenedor de Góvardhana’, nombre de Krisná, según el Jari-vamsa (10406) y el Raya-taramguini (4, 198).
  - Guirí-Dhari o Guirí-Dhara: ‘sostenedor de la colina’.
  - Guirí-Dhara: nombre de un copista del siglo XVII.
- góvardhana: nombre de una higuera sagrada en el país de los bajikas, según el Majábharata (8, 2031).
- Góvardhana-sapta-śatī: 700 versos en el metro ario principalmente acerca de temas eróticos, escrito por Góvardhana Acharia.
- Góvardhana o Góvardhana Acharia: nombre del autor del Góvardhana-sapta-śatī (del siglo XII o XIII d. C.), según el Guita-govinda (1, 4), el Sarnga-dhara-paddhati, y el escoliasta[5] (comentador) del Unadi-sutra.
- Góvardhana: en el marco de la religión yaina, nombre de uno de los cinco srutá-kevalin (que entre los yainas son una clase de arjats, de los cuales se enumeran seis).

## Datación de la leyenda
La leyenda de cómo Krisná levantó la colina de Góvardhana se menciona por primera vez en el Majábharata (texto épico-religioso del siglo III a. C.). La leyenda se describe con más detalles en el Visnú-purana (c. siglo IV d. C.) y se desarrolla aún más en el «décimo canto» del Bhagavata-purana (c. siglo XI).
El nombre Góvardhana aparece en inscripciones en templos, en el Majábharata (2, 1441; y 5, 4410), el Jari-vamsa y el Raghu-vamsa.

## Leyenda
El dios de la lluvia Indra, enojado por la aparente soberbia del niño Krisná y sin saber que era el dios de los dioses, envió la horrorosa nube samvartaka para destruir tanto a Krisná como a los habitantes humanos y vacunos de su pueblo (Vrindavan). Cuando Krisná notó que comenzaba una tormenta arrasadora sobre el pueblo, levantó toda la colina de Góvardhana con el dedo meñique de su mano izquierda, y cobijó a los habitantes de Vrindavan durante siete días.
Pasada una semana, Indra se dirigió al poblado para comprobar su destrucción, y descubrió el poder de Krisná. Se dio cuenta de su error, se prosternó ante Krisná y le dio el título de Gopendra, que en sánscrito significa ‘el indra [rey] de los gopas’ (los gopas eran los pastores, ‘cuidadores de vacas’), que más tarde en idioma prácrito se transformó en Góvinda (que en sánscrito podría significar ‘el que encuentra vacas’, ‘el que consigue vacas’ o ‘el que gana vacas’).
En el Jari-vamsha, el dios Indra le reza a Krisná como ‘amante de las vacas’, para tener asegurado el amor de las vacas.

## Datación de la adoración a Krisná
Según Klaus Klostermaier, y de acuerdo con los pocos testimonios históricos que se encuentran, la adoración al dios Krisná experimentó varias etapas:
1. El culto original a Vasudeva (hijo de Vasudeva) o como avatar del dios Visnú floreció primero en la región de Mathurá unos pocos siglos antes de Cristo.
2. Krisná Gópala (cuidador de vacas) o Krisná Góvinda (jefe de los pastores).
3. Bala Krisná (el Niño Dios, siendo bala un niño de un par años de edad) y finalmente
4. Krisná Gopi-yana-válabha (Krisná adolescente, como ‘amante del grupo de las gopis [pastorcillas]’), que sería la última etapa ―la del Bhagavata-purana, ya en el siglo XI d. C.― en el proceso histórico continuo que resultó en el krisnaísmo contemporáneo.[6]

## Góvardhan parikrama (la circunvalación de la colina)
Después de haber interrumpido el Indra-iagñá (el sacrificio realizado para satisfacer al dios Indra, Krisná aconsejó a los habitantes de Vrindavan que adoraran a la colina de Góvardhana. Todos le hicieron caso. Cuando la ceremonia Annakuta (ofrecenda de comida) a la montaña Góvardhana terminó y los vraya-vasis (habitantes de Vraya/Vrindavan) terminaron de ofrecerle árati (adoración mediante la ofrenda de lámparas de ghi), Krisná los invitó a realizar el parikrama (peregrinación, ‘dar pasos alrededor’, siendo pari ―cognado del griego peri―: ‘alrededor’ y krama: ‘pasos’) alrededor de Góvardhana. A partir de entonces, el sagrado parikrama a Góvardhana se convirtió en una actividad religiosa importante en la India.
El parikrama de Góvardhana mide unos 24 km. A paso rápido (4 km/h) puede llevar unas seis o siete horas. Personas de toda la India visitan Vraya para llevar a cabo el Góvardhana-parikrama. En ocasiones propicias ―como Gurú Purnima (la luna llena de Viasa), Purusottama-masa (el mes de Purushótama) o el día del Góvardhana-puyá (la adoración de Góverdhan), una procesión de más de medio millón de personas caminan alrededor de la colina sagrada.

### Dandavat parikrama
No hay límite de tiempo para la realización de Góvardhana parikrama, para los que realizan el Parikrama dandavat (realizar la peregrinación haciendo dandavats, reverencias postradas) puede tardar semanas e incluso meses en completarse.
El parikrama dandavat se realiza ofreciendo reverencias como un palo (danda) acostándose en el suelo y estirando las manos al máximo hacia delante. Entonces se coloca una piedra en la punta de los dedos donde tocan el suelo, con el fin de marcar el lugar. Al ponerse de pie, la persona da dos pasos hasta donde se encuentra la piedra, pone los pies allí, se inclina para recoger la piedra y se acuesta nuevamente para ofrecer reverencias y ubicar la piedra en un nuevo sitio. como un grupo de señoras de realizar parikrama un palo, una vez más marca el lugar donde las yemas de los dedos toquen el suelo, repitiendo el mismo proceso una y otra vez todo el camino alrededor de la Colina de Góvardhana.

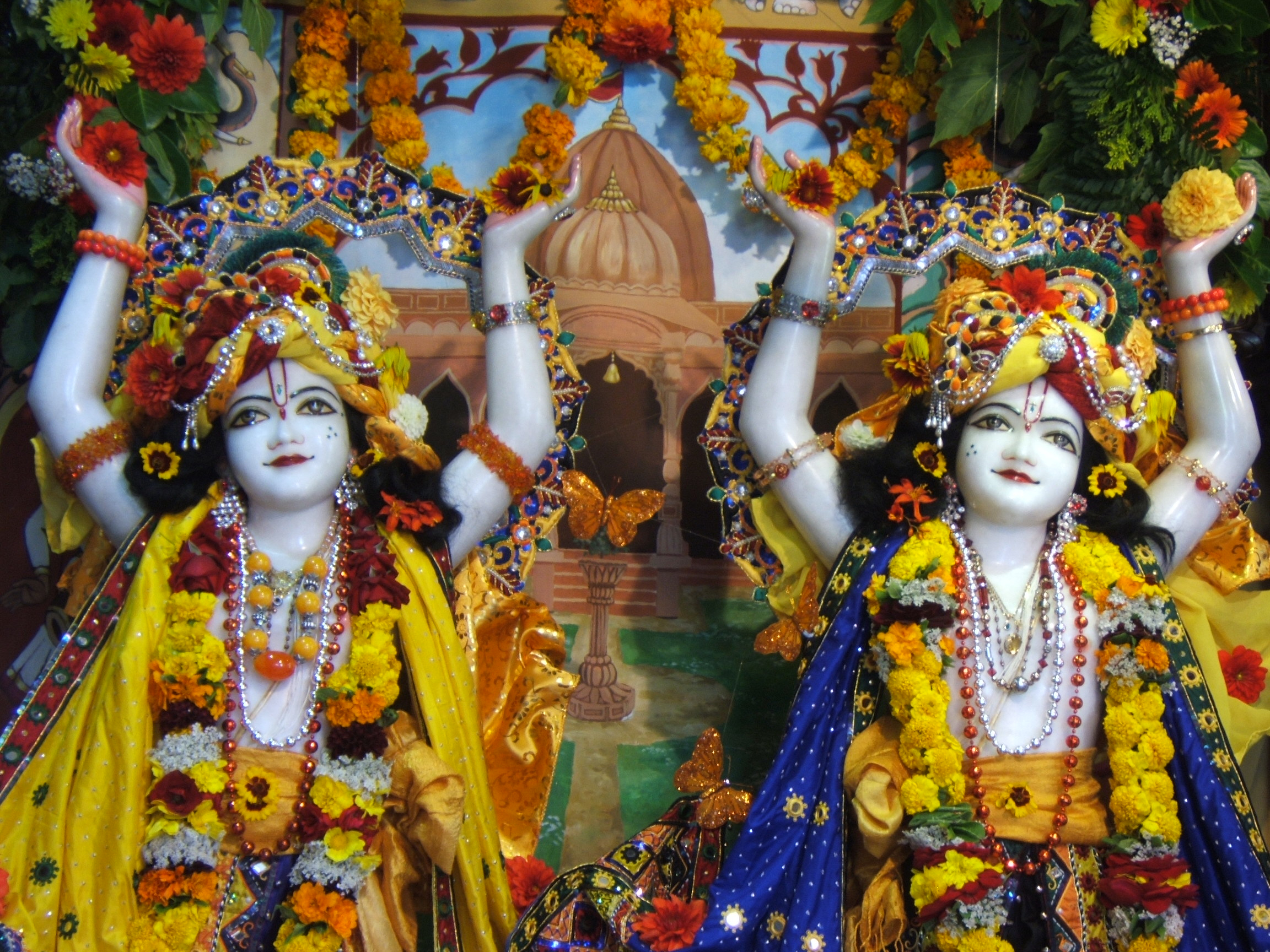
Estatuas de Chaitania y Nitiananda, que se adoran en muchos templos de la India. Templo de Nueva Maiápur, en Indre (centro de Francia).

Algunos sadhus realizan 108 dandavat-parikrama haciendo 108 reverencias en un mismo sitio antes de moverse hasta donde se encuentra la piedra. Esto puede llevar varios meses en completarse.
La persona que realiza el dandavat parikrama debe dormir dondequiera que lo encuentre la noche, y alimentarse con la limosna de los peregrinos que lo pasan y de los habitantes del lugar.

### Historia
En 1515, Chaitania Majaprabhu (considerado avatar del dios Krisná) visitó Vraya y realizó el parikrama de Góverdhan. Cuando vio la sagrada colina por primera vez, Chaitania cayó al suelo como un palo y comenzó a abrazar las rocas. Al tocar las rocas de Góvardhana ―que se considera que no son diferentes del propio Krisná―, Chaitania comenzó a llorar de amor y casi se volvió loco por el éxtasis trascendental.

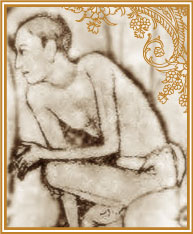
Rupá Gosuami, uno de los Seis.

En su libro Mathura-majatmia (‘las glorias de Mathurá’), Rupá Gosuami ―el líder de los Seis Gosuamis de Vrindavana― recomendó comenzar el Góvardhana parikrama dándose un baño ritual en el Manasi-ganga (‘Ganges mental’, un lago de Góverdhan) y luego tomar el dársana del dios Jari Deva, tal como lo hizo Chaitania en esa ocasión.
Rupá Gosuami declara que cada paso hecho en Vraya/Vrindávana es igual a visitar todos los lugares santos de la India y realizar todos los sacrificios ritualísticos del Rig-veda.
Los Seis Gosuamis de Vrindavana regularmente realizaban el parikrama de Góvardhana, especialmente Sanatana Gosvami y Raghunatha Dasa Gosuami quien, durante su estancia cerca de Góvardhana, hacían el parikrama todos los días. Sanatana Goswami hacía un parikrama mucho más largo (de 24 millas o 39 km), porque recorría lugares como Chandra-sarovara (el lago del dios de la Luna), Dhak Shiama, Ganthuli-grama (la aldea de Gantuli), Suria-kunda (el lago del dios del Sol), Mukharai y Kilola-kunda.

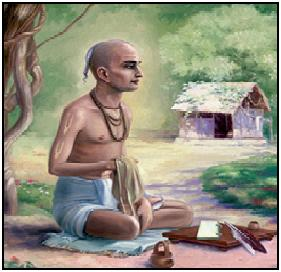
Sanatana Gosuami, hermano mayor de Rupá Gosuami.

Otras grandes personalidades que realizaron Góvardhana parikrama fueron Madhavendra Puri, Aduaita Acharia, Nitiananda Prabhú, Vallabha Acharia, Narottama dasa Thakur, Srinivasa Acharia, Raghava Gosuami, Visua Natha Chakravarti.

### Hare Krisna
La mayoría de los devotos de ISKCON empiezan el parikrama de Góvardhana en el pueblo Radha-kunda, donde la carretera de Vrindavan se une con la ruta del parikrama, porque este sitio es conveniente para retornar a Vrindavan una vez que han completado el parikrama.